# Njuonajaure (Frostvikens socken, Jämtland, 717093-143724)
Njuonajaure är en sjö i Strömsunds kommun i Jämtland och ingår i Ångermanälvens huvudavrinningsområde. Sjön har en area på 0,0759 kvadratkilometer och ligger 701,8 meter över havet.

## Delavrinningsområde
Njuonajaure ingår i det delavrinningsområde (717037-143708) som SMHI kallar för Inloppet i Stor-Väktaren. Medelhöjden är 710 meter över havet och ytan är 7,8 kvadratkilometer. Räknas de 5 avrinningsområdena uppströms in blir den ackumulerade arean 21,09 kvadratkilometer. Väktarån som avvattnar avrinningsområdet har biflödesordning 3, vilket innebär att vattnet flödar genom totalt 3 vattendrag innan det når havet efter 350 kilometer. Avrinningsområdet består mestadels av skog (50 procent) och kalfjäll (46 procent). Avrinningsområdet har 0,29 kvadratkilometer vattenytor vilket ger det en sjöprocent på 3,7 procent.